# 普爾馬尼

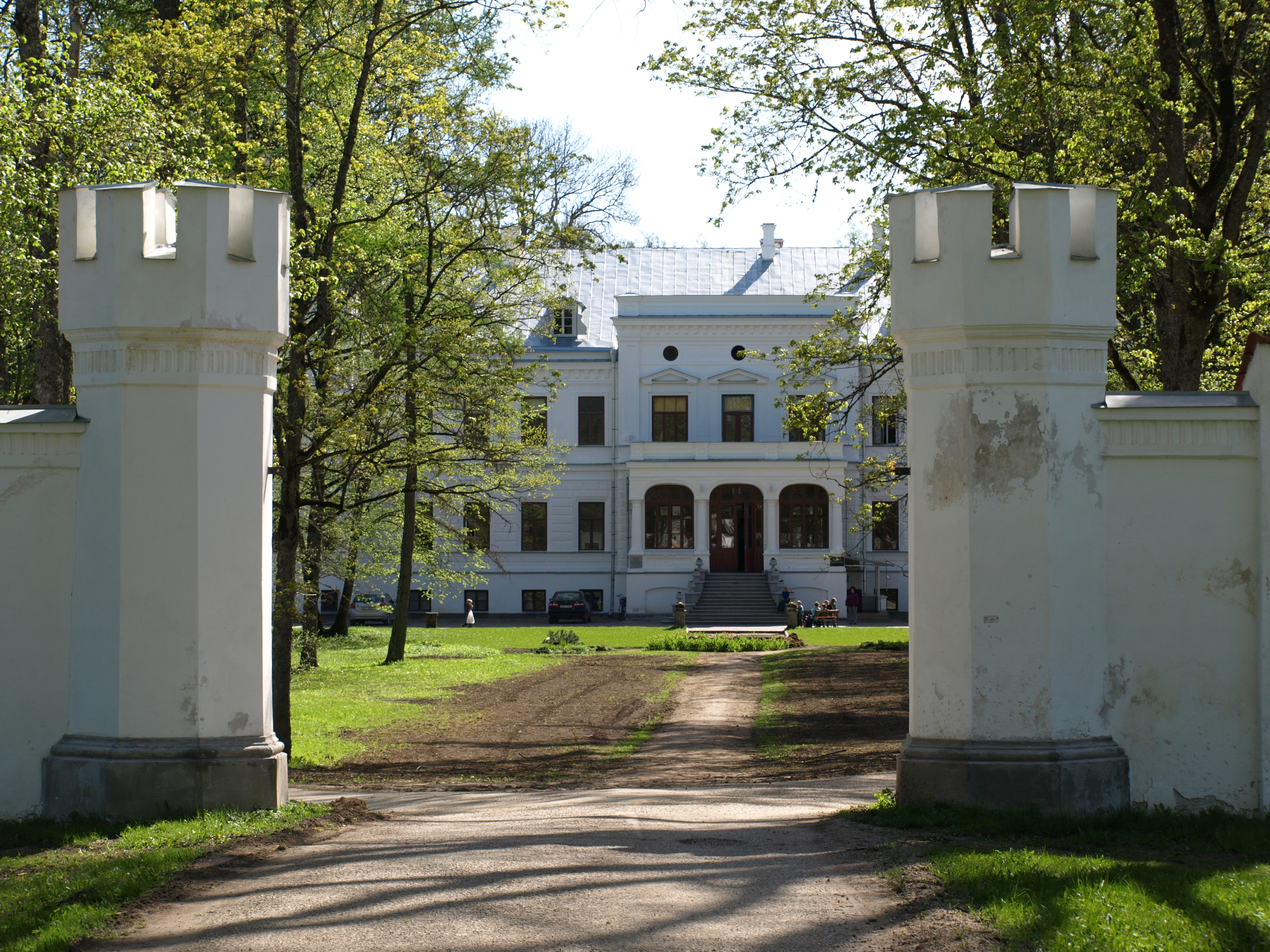
普爾馬尼庄园主楼的大门

普爾馬尼，是愛沙尼亞約格瓦縣珀爾察馬市鎮内的小鎮，位於該國東部，曾是原普爾馬尼市镇的行政中心，處於佩迪亞河畔，距離約格瓦27公里，2011年該小鎮人口514。